# Département de Cabañas
Pour les articles homonymes, voir Cabañas.
Cabañas est un département, situé au nord du Salvador. Sa capitale est Sensuntepeque. « Sensuntepeque » signifie quatre cents montagnes parce qu'elle est entourée de nombreuses petites collines.
Depuis le Cerro Pelon, on peut apercevoir la quasi-totalité de la République. 
Le département fut créé le 10 février 1873.
La principale activité est l'agriculture (fèves, sucre de canne, etc.).
On trouve dans le département le barrage hydroélectrique de Cerrón Grande.

## Municipalités
1. Cinquera
2. Dolores
3. Guacotecti
4. Ilobasco
5. Jutiapa
6. San Isidro
7. Sensuntepeque
8. Tejutepeque
9. Victoria